# Concílio de Latrão (649)

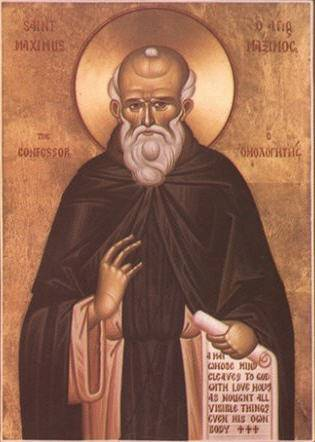
Máximo, o Confessor, autor dos cânons do Concílio.

O Concílio de Latrão de 649 foi um sínodo que teve lugar na Basílica de São João de Latrão para condenar o monotelismo, uma cristologia defendida por alguns cristãos do oriente (veja controvérsia monotelita). Este concílio não teve o status de ecumênico, nem no ocidente como no oriente, mas representa a primeira tentativa do papa de reunir um concílio independentemente do imperador bizantino.
De acordo com Ekonomou, a ironia desse Concílio foi que denunciava a teologia de Constantinopla como originária da "colaboração de um Papa Greco-Palestino e um monge de Constantinopla que empregavam um discurso teológico de tradição puramente oriental".
Embora o papa Martinho I e Máximo, o Confessor fossem sequestrados por Constante II e julgados em Constantinopla por seus papeis no concílio (Martinho I foi substituído como papa, antes de morrer no exílio), a posição que defendiam acabou sendo finalmente aprovada pelo Terceiro Concílio de Constantinopla, em 680.